# アイオータパ (アルタウァスデス1世の娘)
アイオータパ（Iotapa、紀元前43年 - ?）は、アトロパテネ王国の王女で、アトロパテネ王国のアルタウァスデス1世の娘。 
彼女は、コンマゲネのミトリダテス3世の王妃だった。 

## 生涯
メディア王国のアルメニア人とギリシャ人の後裔で、アルタウァスデス1世と、アンティオコス1世とイシアスを両親に持つアテナイの娘である。